# 雷根斯堡下明斯特修道院
雷根斯堡的下明斯特修道院（德語：Reichsstift Niedermünster，münster，即修道院之意）是位於德國巴伐利亞州雷根斯堡的聖女修道院（Frauenstift）。在其權力的鼎盛時期，它是巴伐利亞最富有和最有影響力的國家之一。該教堂仍被用作雷根斯堡主教座堂的教區教堂。